# Lars Klingbeil
Lars Klingbeil (Soltau, 23 de fevereiro de 1978) é um político alemão do Partido Social-Democrata (SPD) que atualmente serve como Vice-Chanceler da Alemanha desde 2025. Também atua como co-líder do partido desde 2021, junto com Saskia Esken.
Anteriormente, Klingbeil foi Secretário-Geral do Partido Social-Democrata de dezembro de 2017 a dezembro de 2021. Desde 2001, ele é membro do Conselho Municipal de Munster e do Conselho Distrital de Heide. Foi membro do Bundestag por cerca de 9 meses em 2005 e voltou a ser membro desde as eleições federais de 2009. De 2003 a 2007, Klingbeil foi vice-líder do Jusos, o braço juvenil do SPD. Klingbeil é membro do Círculo de Seeheim, a ala direita do SPD, que compartilha muitas semelhanças com o Novo Trabalhismo de Tony Blair.

## Infância e educação
Lars Klingbeil nasceu em Soltau e cresceu em Munster, na Baixa Saxônia, Filho de um soldado e uma vendedora. Após concluir o Abitur e realizar seu serviço civil alternativo, Klingbeil começou a estudar ciência política na Universidade Leibniz de Hannover em 1999, formando-se em 2004 com um mestrado. De 2001 a 2004, ele recebeu uma bolsa de estudos da Fundação Friedrich Ebert (FES).

## Carreira política
Durante a universidade, Klingbeil trabalhou nos escritórios eleitorais do Chanceler Gerhard Schröder e de Heino Wiese de 2001 até 2003. Após concluir seus estudos, ele trabalhou como consultor de educação juvenil para o Partido Social-Democrata na Renânia do Norte-Vestfália.

### Membro do Parlamento
De 24 de janeiro de 2005 até 18 de outubro de 2005, Klingbeil foi membro do Bundestag após a renúncia de Jann-Peter Janssen. Durante esses 9 meses, Klingbeil foi membro do Comitê de Assuntos Europeus, do Comitê de Saúde e membro suplente do Comitê de Defesa do Bundestag.
Ao deixar o cargo após as eleições nacionais de 2005, Klingbeil trabalhou como chefe de gabinete do presidente do Partido Social-Democrata na Baixa Saxônia, Garrelt Duin. Além disso, Klingbeil foi membro da Comissão Internacional da liderança do SPD de 2004 a 2007 e, desde 2006, é vice-líder do SPD no conselho regional de Soltau-Fallingbostel.
Klingbeil concorreu nas eleições federais de 2009 no distrito eleitoral de Rotenburg I – Soltau-Fallingbostel, mas perdeu com 35,2% dos votos para o candidato da CDU, Reinhard Grindel, que obteve 40,2% dos votos. No entanto, ele conseguiu entrar no Bundestag como deputado da lista da Baixa Saxônia.
Klingbeil tem sido membro do Comitê de Defesa desde 2009, além de ser membro suplente do Comitê de Assuntos Culturais e Mídia. Desde 2013, ele também lidera o grupo de parlamentares do SPD da Baixa Saxônia no Bundestag, a segunda maior delegação dentro do grupo parlamentar do SPD. Além de suas atribuições nos comitês, ele atuou como vice-presidente do Grupo de Amizade Parlamentar Alemanha-Rússia de 2010 a 2013.
Klingbeil conseguiu vencer o distrito eleitoral de Rotenburg I – Heidekreis nas eleições de 2017, ganhando com 41,2% dos votos. Ele concorreu no mesmo distrito nas eleições federais alemãs de 2021.

### Secretário-Geral do SPD
Em 19 de outubro de 2017, o presidente do Partido Social-Democrata, Martin Schulz, indicou Klingbeil para o cargo de secretário-geral. Ele foi confirmado em 8 de dezembro de 2017 com 70,62% dos votos na Conferência do Partido SPD em Berlim, sucedendo Hubertus Heil, que anunciou sua renúncia após a derrota desastrosa do SPD nas eleições de 2017. Nas negociações para formar o quarto gabinete sob a chanceler Angela Merkel após as eleições, ele fez parte da equipe de liderança da delegação de seu partido. Ele também liderou o grupo de trabalho sobre política digital, junto com Helge Braun e Dorothee Bär.

## Vida pessoal
Klingbeil é casado com Lena-Sophie Müller desde 2019.